# Boulangerita
La boulangerita és un mineral de la classe dels sulfurs. Va ser descoberta en 1837 a Molières-sur-Cèze a la regió Llenguadoc-Rosselló (França), sent nomenada així en honor de Charles L. Boulanger (1810-1849), enginyer de mines francès. Altres sinònims, tot i que menys comuns són: blouscheita, bolidenita, embrithita, epiboulangerita, mullanita, orlandinita o yenerita.

## Característiques
És un sulfur de plom amb anions addicionals d'antimonur. És una mena important de plom, i secundària d'antimoni. Es pot confondre fàcilment amb la jamesonita. És un homeotip de la lopatkaita. A més dels elements de la seva fórmula, sol portar com impureses: coure, zinc, estany i ferro.
Segons la classificació de Nickel-Strunz, la boulangerita pertany a «02.HC: Sulfosals de l'arquetip SnS, amb només Pb» juntament amb els següents minerals: argentobaumhauerita, baumhauerita, chabourneïta, dufrenoysita, guettardita, liveingita, parapierrotita, pierrotita, rathita, sartorita, twinnita, veenita, marumoïta, dalnegroïta, fülöppita, heteromorfita, plagionita, rayita, semseyita, falkmanita, plumosita, robinsonita, moëloïta, dadsonita, owyheeïta, zoubekita i parasterryita

## Formació i jaciments
Es forma en vetes hidrotermals sota temperatures moderades a baixes. La boulangerita ha estat trobada a tots els continents, excepte l'Antàrtida. A Catalunya ha estat descrita a la mina Les Ferreres, a Rocabruna (Ripollès, Girona) i a la mina d'antimoni de Montenartró, a LLavorsí (Pallars Sobirà, Lleida).
Sol trobar-se associada a altres minerals com: sulfosals de plom, galena, estibina, esfalerita, pirita, arsenopirita, siderita o quars.

## Varietats
Es coneix una varietat anomenada boulangerita cúprica o cuproboulangerita, anomenada així pel seu contingut de coure, i amb fórmula (Pb,Cu)₅Sb₄S11. Aquesta espècie només s'ha trobat a Transbaikal, Sibèria, Rússia.